# Ichthyornithes
Ichthyornithes — вимерла група зубатих птахів, які дуже близько споріднені із загальним предком всіх сучасних птахів. Вони відомі з викопних залишків із відкладень пізнього крейдового періоду у Північній Америці, хоча тільки один вид, Ichthyornis dispar, представлений досить повними знахідками скам'янілостей. Ichthyornithes вимерли на межі крейдяного періоду і палеогену разом із Enantiornithes.